# Hannah Hart
Hannah Maud Hart (rojena 2. novembra 1986) je ameriška spletna osebnost, komičarka, avtorica in igralka. Znana je po tem, da nastopa v seriji My Drunk Kitchen (Moja pijana kuhinja), v kateri vsak teden na YouTubu kuha pod vplivom alkohola. Vodi tudi drugi kanal, na katerem govori o življenju na splošno in izraža svoja mnenja o različnih temah. Je koproducentka in igralka neodvisne komedije Camp Takota, ki je izšla leta 2014. Napisala je parodično kuharsko knjigo, ki je bila avgusta in septembra 2014 pet tednov uspešnica New York Timesa. Leta 2017 je prejela nagrado Alex Awards.

## Mladost
Hart je maja 2009 diplomiral na Kalifornijski univerzi v Berkeleyju, in sicer iz angleške književnosti in japonskega jezika. Po diplomi se je preselila v San Francisco, kjer je živela s svojo najboljšo prijateljico in sovoditeljico podkasta Hannalyze This Hannah Gelb. Kasneje se je preselila v Brooklyn v New Yorku, kjer je začela pisateljsko kariero.
Namesto prvotnih sanj o pisanju scenarijev je na koncu začela lektorirati japonščino in angleščino za prevajalsko podjetje s sedežem na Manhattnu. V dveh mesecih po odprtju kanala YouTube je pustila službo od 9 do 5, da bi se lahko posvetila projektu My Drunk Kitchen.

## Kariera

### 2011: PredstavitevMy Drunk Kitchen
Začetki moje pijane kuhinje segajo v marec 2011, ko je bila Hart na domu svoje sestre in je klepetala s prijateljem prek spletne kamere. Hart je uporabila svoj osebni računalnik Macintosh, da se je posnela, kako pije vino, medtem ko poskuša pripraviti sendvič s sirom na žaru brez sira.  Hart je video na YouTube naložila kot My Drunk Kitchen . Gledalci so prosili še za eno "epizodo" videoposnetka in Hart jim je ustregla z več posnetki. Da bi določila prvotno nalaganje kot prvo epizodo serije, jo je preimenovala v "Butter Yo Shit".  Do julija 2011 je My Drunk Kitchen zbrala 800.000 ogledov.  Hart je na My Drunk Kitchen gostil več slavnih gostov, vključno z britanskim kuharjem Jamiejem Oliverjem,  igralko Mary-Louise Parker, igralcem/voditeljem Chrisom Hardwickom, video blogerjem Tylerjem Oakleyjem, nekdanjim članom NSYNC Lanceom Bassom in avtorjem Johnom Greenom, ki je pozneje napisal predgovor h Hartovi kuharski knjigi.  Komediantka  Sarah Silverman je bila v oddaji decembra 2014 in tudi v epizodi, ki je prikazovala terapevtsko in medicinsko uporabo konoplje .  Nove epizode My Drunk Kitchen so vsak četrtek naložene na Hartin glavni youtube kanal. Leta 2013 je Hart na tretji podelitvi nagrad Streamy prejela nagrado Streamy za najboljšo žensko vlogo v komediji.  Leta 2014 je Hartova skupaj s kolegico Grace Helbig vodila 4. podelitev nagrad Streamy .  Moja pijana kuhinja bi prejela tudi nagrado predstavitve za najboljšo komedijo.  Do aprila 2015 je imela Hartova prva epizoda "Butter Yo Shit" 3,6 milijona ogledov.  Od junija 2015 je imel njen kanal MyHarto več kot 2,3 milijona naročnikov in več kot 206 milijonov ogledov. 

### 2013:Zdravo Harto,Brez filtra,Kamp Takota
2. januarja 2013 je Hannah na YouTubu objavila videoposnetek, v katerem je zapisala, da razmišlja o svetovni turneji. Na Indiegogo je začela kampanjo za financiranje tega potovanja, s katero je želela v enem mesecu zbrati 50.000 dolarjev. Po nekaj urah je bil cilj 50.000 dolarjev že dosežen. Hartova se je odločila, da bo s financiranjem nadaljevala do prvotnega končnega datuma 2. februarja 2013. Glede na končno vsoto denarja bi turnejo razširila na Kanado, Evropo in Avstralijo. Do 2. februarja je zbrala več kot 220.000 dolarjev. Prvi del turneje se je začel aprila 2013.
Pozdravljeni Harto: Oddaja je sestavljena iz treh delov: vloga, potovanja in kuhinje. Hartova na svojem drugem kanalu na YouTubu, YourHarto, objavlja različne videoposnetke o svojih potovalnih izkušnjah. Vlog (povzetek mesta, v katerem je) vsak torek naloži na svoj glavni kanal MyHarto. Epizode o kuhinji, ki jih snema pri gostitelju v mestu, ki ga obišče, so naložene vsak četrtek, prav tako na njenem glavnem kanalu. Ekipo sestavljajo štirje ljudje: Hannah Hart (voditeljica), Pearl Wible (producentka), Sam Molleur (režiser) in Nick Underwood (voznik avtodoma). Tematsko pesem za turnejo, ki jo je napisala Hartova, je spremljal videoposnetek oboževalcev, ki so se vrteli pred svojimi najljubšimi kraji. Pesem se imenuje "Don't Wait To Say Hello". 
Potem ko je Hannah prejela negativne povratne informacije od manjše skupine oboževalcev, ki so se pritoževali nad pomanjkanjem mest na srečanjih, je na svoj glavni kanal naložila videoposnetek z naslovom The Real Hello Harto, v katerem je svojim oboževalcem omogočila ekskluziven pogled v ozadje običajnega dne na turneji Hello Harto. V videoposnetku je bilo pojasnjeno delo, ki je povezano z ustvarjanjem vsebinskih videoposnetkov, pa tudi s snemanjem videoposnetkov My Drunk Kitchen in srečanji z oboževalci po vsej Kanadi in Združenih državah Amerike. 
Novembra 2014 je Hartova začela nalagati več epizod svoje potopisne oddaje v Avstraliji in na Novi Zelandiji. Te epizode so bile s potovanja, ki ga je opravila skoraj leto dni prej in ki ga je skupaj z drugimi ustvarjalci vsebin sponzorirala družba Contiki.
2. februarja 2013 je Hannah Hart v sodelovanju z najboljšima prijateljicama Grace Helbig in Mamrie Hart (brez sorodstva) v NerdMeltu v Los Angelesu izvedla komični šov. Občinstvo je bilo pozvano, naj predstavo posname s fotoaparati in telefoni ter jo naloži na spletna mesta družbenih medijev z oznako #NoFilterShow. Oddaja je hitro pridobila priljubljenost prek Tumblrja in YouTuba. 75-minutna predstava je bila marca 2013 drugič uprizorjena na festivalu PlayList Live. Takrat so oboževalci na splošno zahtevali, da se predstava odpravi na turnejo - trio se je odločil, da bo #NoFilterShow odpeljal na turnejo, datume turneje pa uskladil s Hannahinim Hello Harto.#NoFilterShow se je vrnil na več nastopov, in sicer avgusta, oktobra in novembra 2014 ter ponovno poleti 2015. Šov je obiskal tudi tujino, in sicer London in Dublin.
2. avgusta 2013 je Hartova na glavnem odru sejma VidCon 2013 naznanila, da bo skupaj s prijateljicama Grace Helbig in Mamrie Hartigrala v svojem prvem celovečernem filmu. Komedija Camp Takota prikazuje Elise (igra jo Grace) kot mlado žensko, ki je prisiljena zapustiti službo v velikem mestu in se vrniti v svoj stari poletni tabor, kjer se ponovno sreča s starima prijateljicama Allison (igra jo Hannah) in Maxine (igra jo Mamrie). Film, ki sta ga režirala Chris in Nick Riedell, so začeli snemati 12. avgusta 2013 v Kaliforniji. Michael Goldfine iz studia Rockstream Studios je film produciral skupaj z osmimi drugimi, med katerimi so Hart, Helbig in Mamrie, ki so bili izvršni producenti. Uradni napovednik filma je bil objavljen 24. decembra 2013. Film Camp Takota je bil 14. februarja 2014 izdan v digitalni obliki na spletni strani filma. Netflix je film prevzel za predvajanje na svoji platformi 1. decembra 2014.

### 2014–danes: Nadaljnje delo
Avgusta 2014 je Hartova izdala svojo prvo parodično knjigo za samopomoč, ki spremlja knjigo Moja pijana kuhinja. Knjiga je nosila naslov My Drunk Kitchen: A Guide to Eating, Drinking, and Going with Your Gut. Hartova jo je opisala kot "parodijo za samopomoč in pijano kuhanje". Kuharska knjiga se je uvrstila na seznam najbolje prodajanih knjig New York Timesa na 6. mesto v kategoriji "Nasveti, kako in drugo" in na njem ostala še dva tedna avgusta 2014.Publishers Weekly je prepoznal, da se je knjiga povzpela na 3. mesto na seznamu neleposlovne literature v trdi vezavi, in menil, da knjiga ni toliko kuharska knjiga kot spodbuda za prijatelje, knjiga za samopomoč. Avtor John Green je napisal predgovor, v katerem je dejal: "Upam, da bo kdo prebral to presenetljivo uporabno knjigo in ne bo odšel od nje noro zaljubljen v [Harta]." 
Hart je napisala spomine z naslovom Buffering: Unshared Tales of a Life Fully Loaded.  Knjiga je izšla pri založbi HarperCollins Publishing 18. oktobra 2016. Debitiral je na 4. mestu seznama najboljših prodajalcev New York Timesa v kategoriji tiskanih trdih platnic. 
26. februarja 2015 je bilo prek različnih medijev objavljeno, da bo Hart skupaj z Grace Helbig igrala v ponovitvi akcijsko znanstvenofantastične otroške televizijske serije Sid in Marty Krofft iz 1970-ih Electra Woman in Dyna Girl.     28. oktobra 2015 je Hartova sporočila, da skupaj z Grace Helbig in Mamrie Hart snema film, ki ga producira Lions Gate Entertainment. Film se imenuje Dirty 30 in govori o hišni zabavi, ki gre narobe. Film je izšel 23. septembra 2016. Pisateljica časopisa LA Times Katie Walsh piše: "V filmu Dirty 30 Grace Helbig, Hannah Hart in Mamrie Hart pokažejo svoje hitre in šaljive osebnosti."Pripelje do dogovora o prvem ogledu s podjetjem Lionsgate. 
Junija 2016 je bil Hart gostujoči sodnik v 12. sezoni oddaje Food Network Star. Njena televizijska serija I Hart Food je bila premierno prikazana 14. avgusta 2017. V šestih oddajah je Hannah okušala hrano v Novi Mehiki, Severni Karolini, Mainu, Oregonu, Minnesoti in Montani.   Aprila 2019 je bilo objavljeno, da bo Hart vodil novo oddajo v okviru digitalnega omrežja Ellen, A Decent Proposal. Oddaja se predvaja na platformi Ellen DeGeneres EllenTube in na kanalu YouTube "TheEllenShow".  
Oktobra 2019 je Hart začel serijo videoposnetkov BuzzFeed Tasty z naslovom Jedilna zgodovina. Videoposnetki so naloženi tedensko, v njih pa Hart raziskuje in poustvarja starodavna živila, ki so osnova današnjih. Hart je poustvaril recepte, kot so predhodniki lazanje, rogljički, hamburgerji in juha wonton.Hartova je leta 2021 začela predvajati na Twitchu in svoj kanal poimenovala "thishartomine".

## Diskografija

### Singli
- "Pokaži mi, kje se imenujem" (2011)
- "O internet" (2012)
- "Cheese Pleasin Me" (2012)
- "Ur the 1z" (2013)
- "Summer Jam" (2015)

Prirejeno po Bandcamp 
Hartova je lezbijka. 27. julija 2018 je naznanila zaroko z dolgoletnim dekletom Ello Mielniczenko, poroko sta nameravala skleniti leta 2020, a sta jo morala prestaviti zaradi pandemije COVID-19. Poročila sta se 12. junija 2021.

## Nagrade in nominacije
| leto | Slovesnost         | Kategorija                        | Rezultat   |
| ---- | ------------------ | --------------------------------- | ---------- |
| 2013 | 5. nagrade Shorty  | Najboljše iz družbenih medijev    | Nominirana |
| 2013 | 3rd Streamy Awards | Najboljši ženski nastop: komedija | Osvojila   |
| 2014 | 4. Streamy Awards  | Najboljša komedija                | Osvojila   |
| 2016 | 8. nagrade Shorty  | Najboljše v hrani                 | Osvojila   |
| 2016 | 6. Streamy Awards  | Igralka                           | Nominirana |
| 2018 | 10. nagrade Shorty | Ustvarjalec desetletja            | Nominirana |